# Rally Príncipe de Asturias de 1995
El Rally Príncipe de Asturias de 1995, oficialmente 32.º Rally Príncipe de Asturias, fue la trigésimo segunda edición, la trigésimo novena cita de la temporada 1995 del Campeonato de Europa de Rally y la octava de la temporada 1995 del Campeonato de España de Rally. Se celebró del 6 al 7 de septiembre y contó con un itinerario de diecisiete tramos que sumaban un total de 274 km cronometrados.

## Itinerario
| Día   | Tramo | Nombre              | Distancia | Ganador                    | Tiempo | Líder          |
| ----- | ----- | ------------------- | --------- | -------------------------- | ------ | -------------- |
| Día 1 | TC1   | Miravalles-Carrandi | 28.06 km  | Borja Moratal              | 19:36  | Borja Moratal  |
| Día 1 | TC2   | Nueva-Labra         | 19.50 km  | Luis Monzón                | 13:42  | Borja Moratal  |
| Día 1 | TC3   | Sellaño-Sevares     | 17.70 km  | Luis Monzón                | 12:05  | Borja Moratal  |
| Día 1 | TC4   | Borines-Torazo      | 19.88 km  | Enrico Bertone             | 13:25  | Enrico Bertone |
| Día 1 | TC5   | Miravalles-Carrandi | 28.06 km  | Luis Monzón                | 19:26  | Enrico Bertone |
| Día 1 | TC6   | Nueva-Labra         | 19.50 km  | Enrico Bertone             | 13:33  | Enrico Bertone |
| Día 1 | TC7   | Sellaño-Sevares     | 17.70 km  | Enrico Bertone Luis Monzón | 11:59  | Enrico Bertone |
| Día 1 | TC8   | Borines-Torazo      | 19.88 km  | Luis Monzón                | 13:18  | Enrico Bertone |
| Día 2 | TC9   | Hueria-Faya         | 14.21 km  | Luis Monzón                | 9:49   | Enrico Bertone |
| Día 2 | TC10  | Santa Bárbara       | 13.49 km  | Luis Monzón                | 10:40  | Luis Monzón    |
| Día 2 | TC11  | El Cordal           | 12.31 km  | Luis Monzón                | 8:08   | Luis Monzón    |
| Día 2 | TC12  | Morcín              | 8.87 km   | Borja Moratal Luis Monzón  | 6:10   | Luis Monzón    |
| Día 2 | TC13  | Oviedo-Brañes       | 6.06 km   | Enrico Bertone Luis Monzón | 4:05   | Luis Monzón    |
| Día 2 | TC14  | Hueria-Faya         | 14.21 km  | Luis Monzón                | 9:46   | Luis Monzón    |
| Día 2 | TC15  | Santa Bárbara       | 13.49 km  | Pedro Javier Diego         | 10:41  | Luis Monzón    |
| Día 2 | TC16  | El Cordal           | 12.31 km  | Jesús Puras                | 8:06   | Luis Monzón    |
| Día 2 | TC17  | Morcín              | 8.87 km   | Luis Monzón                | 6:06   | Luis Monzón    |

## Clasificación final
| Pos.    | Piloto                | Copiloto            | Automóvil                       | Tiempo  | Diferencia |
| General | General               | General             | General                         | General | General    |
| ------- | --------------------- | ------------------- | ------------------------------- | ------- | ---------- |
| 1.      | Luis Monzón           | José Carlos Déniz   | Ford Escort RS Cosworth         | 3:11:25 | 0.0        |
| 2.      | Enrico Bertone        | Massimo Chiapponi   | Toyota Celica Turbo 4WD (ST185) | 3:12:19 | +0:54      |
| 3.      | Borja Moratal         | Alfredo Rodríguez   | Peugeot 306 S16                 | 3:12:39 | +1:14      |
| 4.      | Jesús Puras           | Carlos del Barrio   | Citroën ZX 16V                  | 3:13:33 | +2:08      |
| 5.      | Pedro Javier Diego    | Icíar Muguerza      | Lancia Delta HF Integrale       | 3:15:14 | +3:49      |
| 6.      | Miguel Martínez-Conde | Felipe Alonso       | Renault Clio Williams           | 3:21:47 | +10:22     |
| 7.      | Jaime Azcona          | Julius Billmaier    | Peugeot 106 Rallye              | 3:23:30 | +12:05     |
| 8.      | Javier Azcona         | Inma Vittorini      | Renault Clio Williams           | 3:27:19 | +15:54     |
| 9.      | Germán Castrillón     | Estrella Castrillón | Ford Escort RS Cosworth         | 3:28:10 | +16:45     |
| 10.     | David Guixeras        | Queralt Díaz        | Peugeot 106 Rallye              | 3:29:35 | +18:10     |
| España  |                       |                     |                                 |         |            |
| 1.      | Borja Moratal         | Alfredo Rodríguez   | Peugeot 306 S16                 | 3:12:39 | 0.0        |
| 2.      | Jesús Puras           | Carlos del Barrio   | Citroën ZX 16V                  | 3:13:33 | +0:54      |
| 3.      | Miguel Martínez-Conde | Felipe Alonso       | Renault Clio Williams           | 3:21:47 | +9:08      |